# Prairiana major
Prairiana major är en insektsart som beskrevs av Metcalf och Bruner 1949. Prairiana major ingår i släktet Prairiana och familjen dvärgstritar. Inga underarter finns listade i Catalogue of Life.